# Buceljevo
Buceljevo (en serbe cyrillique : Буцељево ; en bulgare Буцелево) est un village de Serbie situé dans la municipalité de Bosilegrad, district de Pčinja. Au recensement de 2011, il comptait 14 habitants.
Buceljevo est également connu sous le nom de Gornje Buceljevo.

## Démographie
| 1948 | 1953 | 1961 | 1971 | 1981 | 1991 | 2002 | 2011 |
| ---- | ---- | ---- | ---- | ---- | ---- | ---- | ---- |
| 164  | 173  | 142  | 97   | 64   | 35   | 22   | 14   |

|  |